# Joana Foster
Joana Foster (Ghana, 1946 - Regne Unit, 5 de novembre de 2016) va ser una activista i advocada ghano-britànica.

## Biografia
Va néixer a Ghana i va estudiar a l'escola Achimota. Va seguir educant-se al Regne Unit. Estudià dret a la Universitat de Leeds i després va investigar en diversos centres sobretot en aspectes relacionats amb la igualtat i els drets de la dona. Va començar en el món de l'activisme en la campanya pel desarmament de la Gran Bretanya.
Va ser coordinadora regional del Women in Law and Development a l'Àfrica, una xarxa de dones dels sectors del dret i el desenvolupament que va cobrir 26 països del continent. El 2000 va cofundar el Fons pel Desenvolupament de les Dones Africanes (African Women's Development Fund) amb Bisi Adeleye-Fayemi i Hilda M. Tadria. Aquesta fundació va distribuir 22 milions de dòlars en projectes de 1.200 organitzacions de dones en 42 països africans.